# Germaria vicina
Germaria vicina är en tvåvingeart som beskrevs av Louis-Paul Mesnil 1963. Germaria vicina ingår i släktet Germaria och familjen parasitflugor. Inga underarter finns listade i Catalogue of Life.